# Cololejeunea gradsteinii
Cololejeunea gradsteinii är en bladmossart som beskrevs av M.J.Lai et R.L.Zhu. Cololejeunea gradsteinii ingår i släktet Cololejeunea och familjen Lejeuneaceae. Inga underarter finns listade i Catalogue of Life.